# بيتر لي (لاعب كرة قدم)
بيتر لي (بالإنجليزية: Peter Leigh)‏ (4 مارس 1939 بمانشستر في المملكة المتحدة - ) هو لاعب كرة قدم بريطاني في مركز الدفاع. لعب مع مانشستر سيتي ونادي كرو ألكساندرا.

## وصلات خارجية
1. ↑   https://www.messengernewspapers.co.uk/news/24177247.footballer-played-man-city-crewe-remembered/. اطلع عليه بتاريخ 2024-03-16. {{استشهاد ويب}}: |url= بحاجة لعنوان (مساعدة) والوسيط |title= غير موجود أو فارغ (من ويكي بيانات) (مساعدة)